# Болдырев, Дмитрий Васильевич
Дми́трий Васи́льевич Бо́лдырев (20 апреля 1885, Российская империя, Санкт-Петербург — 12 мая 1920) — русский философ, последователь Н. О. Лосского, общественный деятель, участник Белого движения на Востоке России.

## Биография
Родился в Санкт-Петербурге в семье военного Василия Ксенофонтовича Болдырева. Братья — издатель Н. В. Болдырев (1883—1929) и филолог А. В. Болдырев (1896—1941), сестра Анна Васильевна Болдырева (Казакова) (23 апреля 1898, Барнаул — 22 мая 1969, Сидней, Австралия).
Высшее образование получил, окончив в 1910 году историко-филологический факультет Императорского Санкт-Петербургского университета. После окончания ВУЗа работал при кафедре философии. Проходил стажировки в Марбургском и Гейдельбергском университетах.
В 1911 году женился на Евгении Арефьевне Шестаковой (20.07.1882 — ?)
С 1918 года — приват-доцент историко-филологического факультета Пермского университета.

## Философские взгляды
Основная философская работа Болдырева — «Знание и бытие», осталась незавершенной и была опубликована его вдовой в Харбине в 1935 с предисловием Н. О. Лосского. Последний видел в Болдыреве своего последователя и яркого представителя интуитивизма. Действительно, Болдырев считал, что интуитивистские концепции Н. О. Лосского и С. Л. Франка открыли новые перспективы для философии, поскольку «преодолевают» дух субъективизма.
Собственную гносеологическую теорию Болдырев называл «объективизмом», подчеркивая её антипсихологическую направленность. В своей книге Болдырев обосновывал принципиальную несводимость знания к субъективному психологическому опыту, утверждал онтологизм познания, фундаментальную особенность бытия мира: «Единственный субъект, держатель знания, есть его объект, то есть весь мир… Знание, очевидность есть свойство самого мира». Субъективизм, согласно Болдыреву, не может претендовать и на возникающие в человеческом сознании образы действительности. Он настаивал на том, что «между образом и предметом нет разницы по существу». Образ столь же объективен, хотя объективность эта и может иметь «ослабленный» характер. Знание и бытие по существу едины, и относительная вторичность знания определяется различием отношений в самом бытии. Даже в своих фантазиях человек не утрачивает связи с реальным, «объективным» бытием.
Отношение Болдырева к российскому революционному опыту 20 столетия было последовательно отрицательным. Он был убежден в необходимости и плодотворности духовного «первенства» православной Церкви в общественной жизни России.

## Белое движение
С 1919 года работал директором пресс-бюро при Правительстве Верховного Правителя России адмирала Колчака.
Вдохновитель и организатор добровольческого движения в Сибири, товарищ председателя «Братства Св. Гермогена по организации Дружин Святого Креста».
В январе 1920 года был арестован в Иркутске вместе с адмиралом А. В. Колчаком. Умер в тюрьме от сыпного тифа.

## Сочинения
- Огненная купель // Русская мысль, 1915. № 11-12.
- Голос из гроба. Воскресение церкви // Русская свобода. 1917. № 4. С. 11-19.
- Церковные впечатления. Демократическое духовенство. // Русская свобода. 1917. № 9. С. 11-19.
- Золотой век Августа // Русская свобода. 1917. № 12-13. С. 13-18.
- Заливы и проливы // Русская свобода. 1917. № 14-15. С. 8-12.
- Официальная Россия // Русская свобода. 1917. № 23-24. С. 10-14.
- Сила креста // Сибирская речь. 1919. № 180.
- Знание и бытие. Харбин, 1935.
- Болдырев Н. В., Болдырев Д. В. «Смысл истории и революция» М., 2001. — 400 с. ISBN 5-89097-036-4